# Guardia Civil

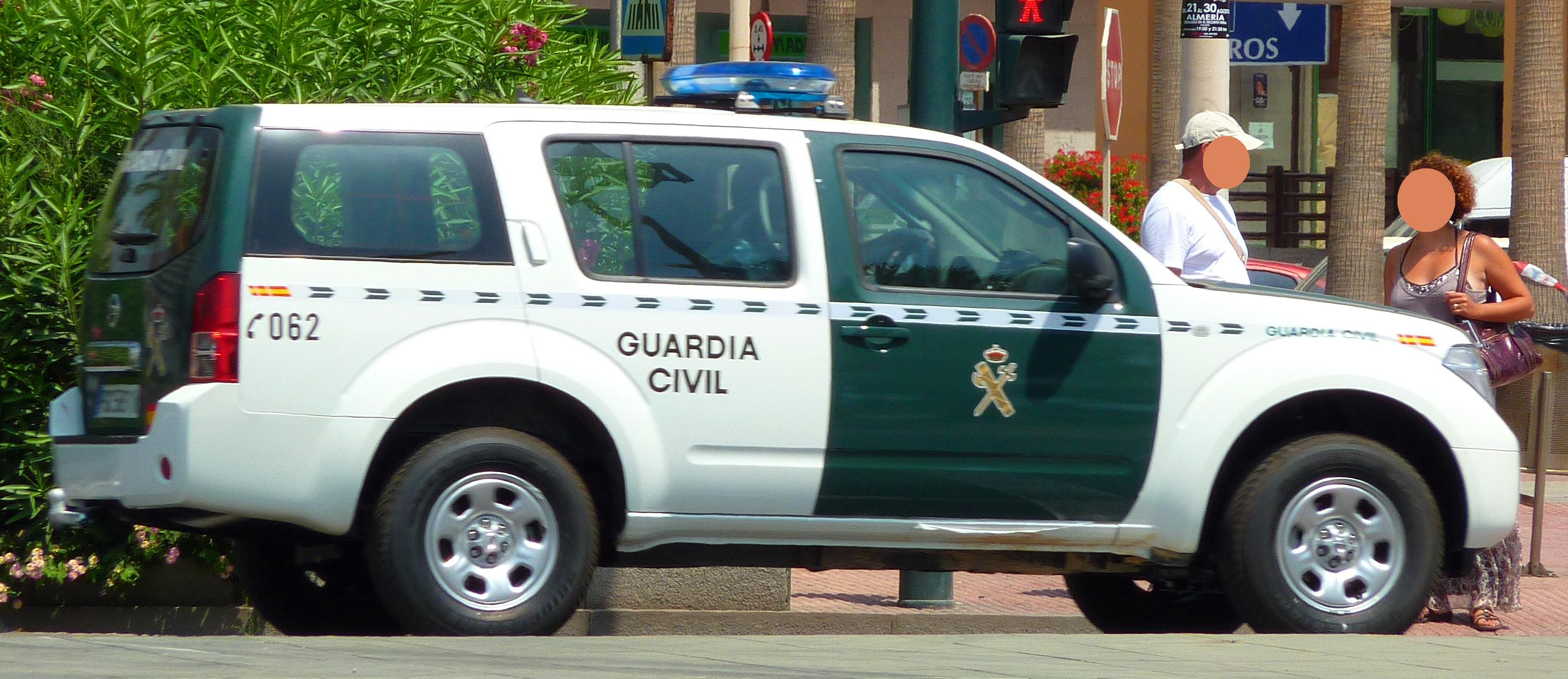
Nissan Pathfinder i Guardia Civils färger.

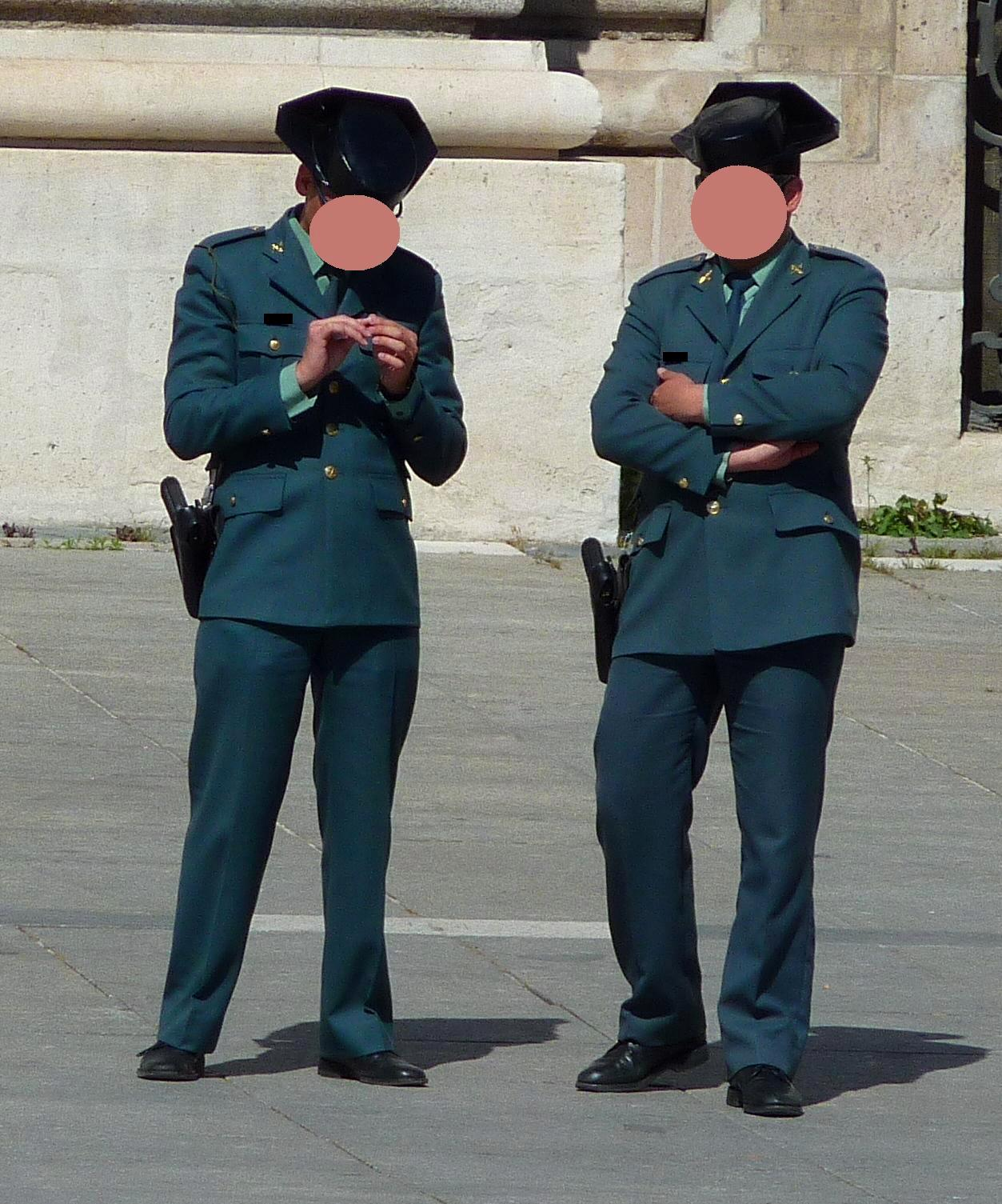
Civilgardister i Guardia Civils karaktäristiska hatt, tricornio.

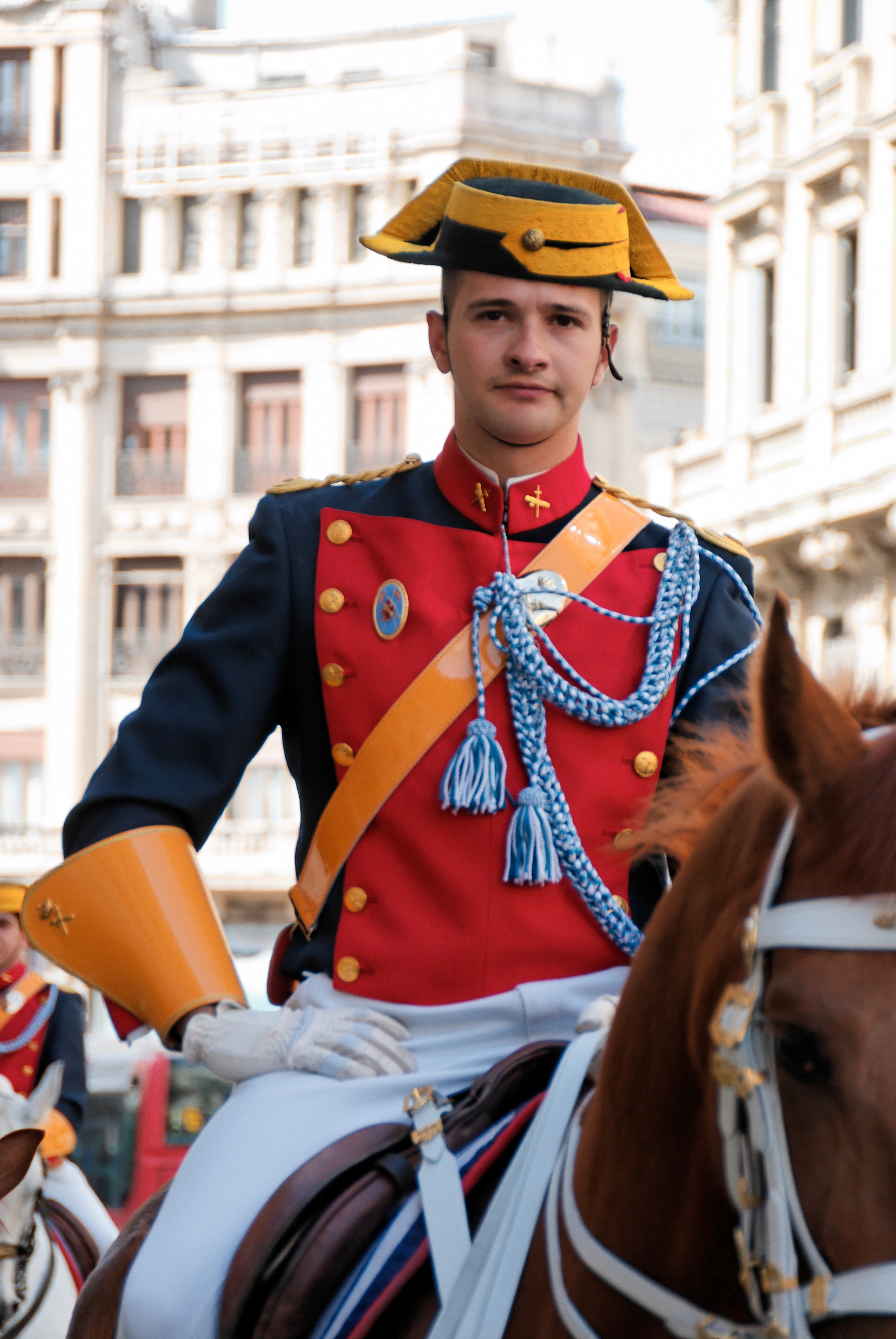
Civilgardist i paraduniform.

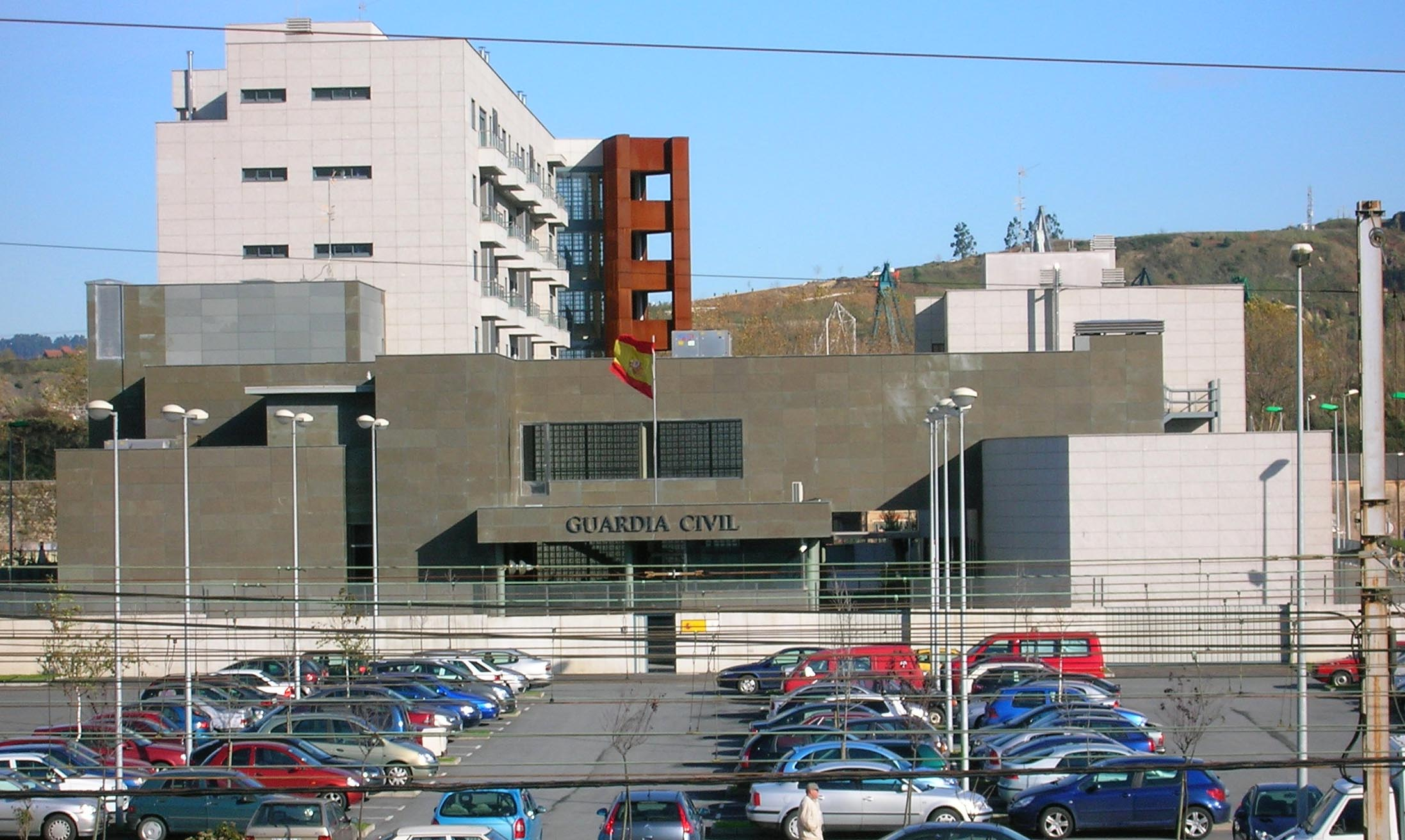
Guardia Civils kaserner i Erandio.

Guardia Civil (spanska för civilgarde) är en spansk polisstyrka, gendarmeri,  med både militära[förklaring behövs] och civila funktioner. De är huvudsakligen ansvariga för säkerheten i gränsområden, på landsbygden och fungerar till viss del även som trafikpoliser. Guardia Civil grundades 1844 av drottning Isabella II av Spanien. 
I egenskap av polisstyrka har de länge varit ett av den baskiska terroristorganisationen ETAs huvudmål.
Guardia Civil har sedan 1929 även en peruansk motsvarighet med samma namn, som organiserades med hjälp av en polismission[förklaring behövs] från spanska civilgardet.

## Uppdrag
Gemensamt med den spanska statens övriga säkerhetsstyrkor har Guardia Civil till uppdrag att:
- Skydda individer och värden från hot.
- Skydda objekt från angrepp.
- Personskydd av individer viktiga för staten.
- Upprätthålla, och vid behov återupprätta, allmän ordning och säkerhet.
- Förhindra brott.
- Utreda begångna brott.
- Insamla och analysera underrättelser rörande allmän ordning och säkerhet.
- Samarbeta med civilförsvaret vid allvarliga faror, katastrofer eller olyckor.

Guardia Civil har ensamt ansvar för:
- Vapen- och sprängämnespolis.
- Fiskal polis.
- Trafikpolis på riksvägarna.
- Polisiär övervakning av landkommunikationer, kuster, gränser, hamnar och flygplatser, samt utbildningsanstalter och anläggningar för dessa.
- Brott mot natur- och miljö, vatten, artrikedom, fiske, skogsbruk och annan naturvård.
- Eskort av fångar och häktade.
- Militära uppdrag enligt anvisningar för försvarsministeriet.

## Specialenheter
Guardia Civial har utökats med olika områden och specialenheter. Bland dessa kan nämnas:
- Seguridad Ciudadana. - Utryckningspolis och gränsbevakning.
- Unidad de Reconocimiento del Subsuelo (URS). - Underjordsarbete
- Escuadrón de Caballería. - Polisrytteri.
- Policía Judicial. - Kriminalpolis.
- Policía Judicial. - Specialstyrka för skydda av kvinnor och barn (EMUME).
- UEI (Unidad Especial de Intervención) - Särskild insatsstyrka
- TEDAX (Técnicos Especialistas en Desactivación de Artefactos Explosivos) - Bombröjning.
- GAR (Grupo de Acción Rápida (ex. Grupo Antiterrorista Rural)) Antiterroriststyrka, vars största del befinner sig i Baskien.
- Guardia Civil del Mar - Kustbevakning och säkerhet i hamnar
- SEPRONA (Servicio de Protección de la Naturaleza) - Naturskyddsenhet
- GEAS (Grupo Especial Actividades Subacuáticas) - Räddningsdykare
- Tráfico - Trafikpolis för landsvägar och motorvägar
- Equipo de Rescate e Intervención en Montaña (GREIM). Räddningsstyrka för insatser i bergen eller i grottor i svåra situationer.
- Servicio Aéreo - Polisflyg (helikoptrar)
- Servicio Cinecológico - Narkotikahundar och bombhundar.
- GRS (Grupos Rurales de Seguridad). - Kravallpolis.
- Servicio de Intervención de Armas y Explosivos. - Kontroll av vapen och sprängämnen.
- Servicio Cinológico y Remonta (Guías caninos). - Hundpatruller.
- Servicio de Información. - Informationsservice.
- Servicio de Asuntos Internos. - Interna utredningar.
- Servicio Fiscal. - Skattepolis.
- Servicio de Protección y Seguridad (SEPROSE). - Person- och objektsskydd.
- Unidad de Seguridad Ciudadana de la Comandancia (USECIC). - Närpolis.
- Casa Real. - Skydd av kunghuset.

Hjälpstyrkor:
- Bilkår
- G.A.T.I. (Grupo de Apoyo en Tecnologías de la Información). Specialenheter över hela landet som skapades då sambandet mellan den nya informationstekniken och telekommunikationerna började växa
- Beväpning.
- Musik.

## Personal och utbildning
Guardia Civil har fyra klasser av polispersonal: manskap, underofficerare, officerare och högre officerare.

### Manskap
Manskapet (polisassistenterna) i Guardia Civil tillhör kategorin Cabos y guardias.
Grundkrav
- Genomgången grundskola. 18-30 år gammal.
- 50 % av polisaspiranterna rekryteras från personer som haft fem års kontinuerlig anställning som soldater eller sjömän i den spanska försvarsmakten.
- Övriga rekryteras dels från Guardia Civils egen gymnasieskola (Colegio de Guardias Jóvenes), öppen endast för barn till civilgardespersonal, dels direkt från det civila livet.

Utbildning
- Två år, varav ett års teoretisk utbildning och ett års verksamhetsförlagd utbildning.

### Underofficerare
Underofficerare (polisinspektörer) i Guardia Civil tillhör kategorin Suboficiales.
Grundkrav
- Minst två års anställning som civilgardist. Avlagd studentexamen (genomgången gymnasieskola med högskolebehörighet).

Utbildning
- Ett års teoretisk utbildning.

### Officerare
Officerare (polischefer) i Guardia Civil tillhör kategorierna Oficiales och Facultativa Tecnica.
Grundkrav
- Alternativ 1: Minst två års anställning som underofficer i civilgardet.
- Alternativ 2: Avlagd akademisk examen på grundnivå. 75 % av polischefsaspiranterna som rekryteras denna väg skall vara civilgardister.

Utbildning
- Ett års teoretisk utbildning.

### Högre officerare
Högre officerare i Guardia Civil tillhör kategorierna Superior de Oficiales och Facultativa Superior.
Grundkrav
- Alternativ 1: Avlagd studentexamen (genomgången gymnasieskola med högskolebehörighet). 75 % av de högre polischefsaspiranterna rekryteras från det civila livet, med personer i 18-23 års ålder; 25 % rekryteras från högst 27 år gamla civilgardister.
- Alternativ 2: Avlagd akademisk examen på avancerad nivå. Inte äldre än 33 år.

Utbildning
- Alternativ 1: Fem års teoretisk utbildning, varav två år vid militärhögskolan i Zaragoza.[3]
- Alternativ 2: Ett års teoretisk utbildning, varav ingår en fas vid militärhögskolan i Zaragoza.